# Pönttösaari (ö i Södra Savolax, Nyslott, lat 62,14, long 28,77)
Pönttösaari är en ö i Finland. Den ligger i sjön Enonvesi och i kommunen Enonkoski i den ekonomiska regionen  Nyslotts ekonomiska region  och landskapet Södra Savolax, i den sydöstra delen av landet, 300 km nordost om huvudstaden Helsingfors. Öns area är 1,1 hektar och dess största längd är 190 meter i sydöst-nordvästlig riktning.